# 진들딸기
진들딸기(학명: Rubus chamaemorus 루부스 카마이모루스[*])는 장미과의 여러해살이풀이다.

## 분포
아시아(일본, 중국), 유럽(노르웨이, 덴마크, 독일, 라트비아, 러시아, 리투아니아, 벨라루스, 스웨덴, 아일랜드, 에스토니아, 영국, 폴란드, 핀란드), 북아메리카(미국, 캐나다)가 원산지이다. 한국에서는 함경남도의 부전고원에 분포한다.

## 특징
키는 5~25cm이고 가시가 없으며, 잎은 어긋나고 둥근 심장 모양인데 톱니가 있다. 7~8월에 흰 다섯잎꽃이 한 송이씩 가지 끝에 피고, 열매는 수과를 맺는다.

## 쓰임새
핀란드 요리에 널리 쓰인다. 라카는 진들딸기맛 리큐어이다.

## 사진 갤러리

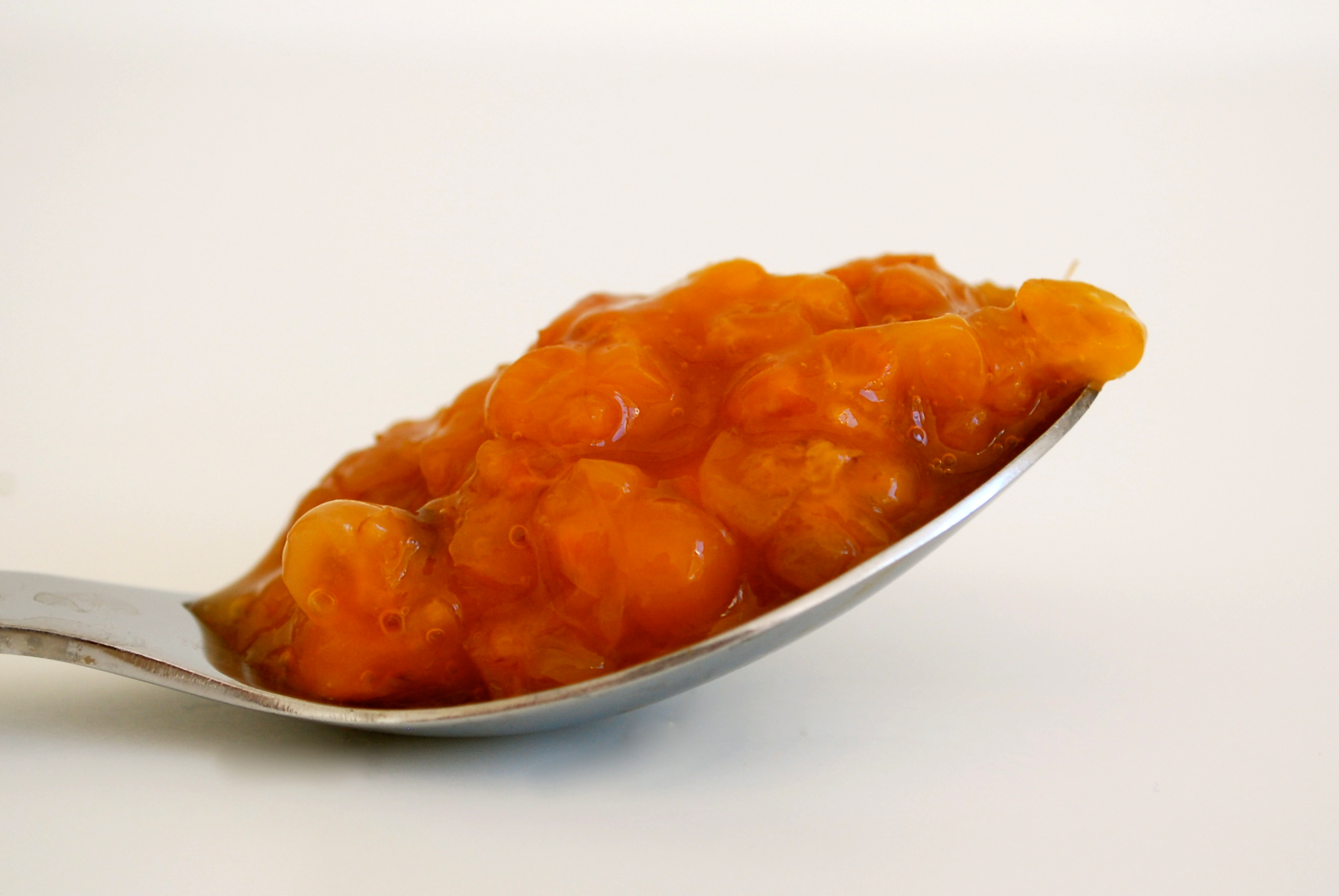
진들딸기잼